# Liste de races ovines
Le cheptel ovin mondial compte un milliard de têtes (2003). Voici une liste des principales races de moutons (Ovis aries) connues, classées par ordre alphabétique :

## Races par ordre alphabétique
- Haut – A
- B
- C
- D
- E
- F
- G
- H
- I
- J
- K
- L
- M
- N
- O
- P
- Q
- R
- S
- T
- U
- V
- W
- X
- Y
- Z

### A
| Nom                                                               | Origine                                            | Usages              | Image | Sources |
| ----------------------------------------------------------------- | -------------------------------------------------- | ------------------- | ----- | ------- |
| Acıpayam (en)                                                     | Turquie                                            | laine, lait, viande |       | [ 1 ]   |
| Africana (ou Pelona, Camura, Rojo Africana, Colombian Wooless)    | Colombie et Venezuela                              | viande              |       | [ 2 ]   |
| Afrino (en)                                                       | Afrique du Sud                                     | viande, laine       |       | [ 3 ]   |
| Agriniou                                                          | Grèce                                              | lait                |       | [ 4 ]   |
| Alcarreña                                                         | La Alcarria (Espagne)                              | viande              |       | [ 5 ]   |
| Alpines Steinschaf (en)                                           | Autriche                                           | laine, viande       |       | [ 6 ]   |
| Altaï (ou Siberian Rambouillet)                                   | Russie                                             |                     |       | [ 7 ]   |
| Altay (en)                                                        | Chine                                              | viande              |       | [ 8 ]   |
| Ancon (en)                                                        | Massachusetts (États-Unis)                         |                     |       | [ 9 ]   |
| Ansotana                                                          | Province de Huesca (Espagne)                       | viande d'agneau     |       | [ 10 ]  |
| Arabi (en)                                                        | Sud de l'Irak et sud-ouest de l'Iran               |                     |       | [ 11 ]  |
| Aranesa (ca)                                                      | Val d'Aran (Espagne)                               | viande              |       | [ 12 ]  |
| Arapawa (en)                                                      | Île Arapawa, Marlborough Sounds (Nouvelle-Zélande) |                     |       | [ 13 ]  |
| Arcott Canadien                                                   | Ottawa (Canada)                                    | viande              |       | [ 14 ]  |
| Arcott Outaouais                                                  | Ottawa (Canada)                                    |                     |       | [ 14 ]  |
| Arcott Rideau (en)                                                | Ottawa (Canada)                                    |                     |       | [ 14 ]  |
| Ardennais Roux                                                    | Ardennes (Belgique)                                | viande              |       | [ 15 ]  |
| Ardennais tacheté                                                 | Belgique                                           |                     |       | [ 16 ]  |
| Argos                                                             | Péloponnèse (Grèce)                                | lait                |       | [ 17 ]  |
| Armenian Semicoarsewool (en) (ou Armyanskaya polugrubosherstnaya) | Arménie                                            | lait, laine, viande |       | [ 18 ]  |
| Askanian                                                          | Ukraine                                            | laine               |       | [ 19 ]  |
| Aussiedown (en)                                                   | Nouvelle-Galles du Sud et Victoria (Australie)     | viande              |       | [ 20 ]  |
| Australian White sheep (en) (mouton blanc australien)             | Nouvelle-Galles du Sud (Australie)                 | viande              |       | [ 21 ]  |
| Avranchin                                                         | France                                             | viande et laine     |       | [ 22 ]  |
| Awassi (en)                                                       | Irak                                               | lait                |       | [ 23 ]  |

- Haut – A
- B
- C
- D
- E
- F
- G
- H
- I
- J
- K
- L
- M
- N
- O
- P
- Q
- R
- S
- T
- U
- V
- W
- X
- Y
- Z

### B
| Nom                                                         | Origine                                           | Usages              | Image | Sources |
| ----------------------------------------------------------- | ------------------------------------------------- | ------------------- | ----- | ------- |
| Bagri (variété de Bikaneri)                                 | Rajasthan (Inde)                                  | laine, viande       |       | [ 24 ]  |
| Balangir                                                    | Odisha (Inde)                                     | laine, viande       |       | [ 25 ]  |
| Balkhi (en)                                                 | Afghanistan et Nord-ouest du Pakistan             | viande              |       | [ 26 ]  |
| Baluchi (en)                                                | Sud-ouest du Pakistan                             | laine               |       | [ 27 ]  |
| Bapedi (ou Pedi)                                            | Afrique du Sud                                    | viande              |       | [ 28 ]  |
| Barbados Black Belly (en)                                   | Barbade                                           | viande              |       | [ 29 ]  |
| Barbarine                                                   | Afrique du Nord                                   | viande, lait, laine |       | ,       |
| Bardoka (en) (ou Mouton blanc de Dukagjin)                  | Kosovo                                            | lait, laine, viande |       | [ 32 ]  |
| Barki (ou Barqi)                                            | Égypte                                            |                     |       | [ 33 ]  |
| Bellary                                                     | Karnataka (Inde)                                  |                     |       | [ 34 ]  |
| Beltex                                                      | Île de Texel                                      | laine, viande       |       | [ 35 ]  |
| Beni Ahsen                                                  | Maroc                                             | laine               |       | [ 36 ]  |
| Beni-Guil (ou Race des Plateaux de l’Est)                   | Maroc                                             | viande              |       | [ 30 ]  |
| Beni Ighil (ou Beni Guil, hamra , mouton oranais ou damgha) | plateaux steppiques de l’Ouest algérien (Algérie) | viande              |       | [ 30 ]  |
| Bentheimer Landschaf                                        | Bentheim (Allemagne)                              | laine               |       | [ 37 ]  |
| Berbère (ou Azoulai, Chleuh, Kebaily)                       | Afrique du Nord                                   | viande, laine       |       | ,       |
| Bhakarwal                                                   | Jammu-et-Cachemire (Inde)                         |                     |       | [ 34 ]  |
| Bibrik (en)                                                 | Baloutchistan (Pakistan)                          | viande              |       | [ 38 ]  |
| Blanc des Alpes                                             | Bas-Valais et Tessin (Suisse)                     | laine, viande       |       | [ 39 ]  |
| Blanche de montagne (ou Tamlalet)                           | Maroc                                             | laine               |       | [ 40 ]  |
| Bond (en)                                                   | Lockhart (Australie)                              | laine               |       | [ 41 ]  |
| Bonpala                                                     | Sikkim (Inde)                                     | laine, viande       |       | [ 42 ]  |
| Booroola Merino (en)                                        | Australie                                         | laine               |       | [ 43 ]  |
| Boujaâd                                                     | Khouribga (Maroc)                                 | viande              |       | [ 44 ]  |
| Braunes Bergschaf                                           | Tyrol autrichien et italien                       | laine, viande       |       | [ 45 ]  |
| Brun noir du pays (ou brun noir du Jura)                    | Cantons du Plateau et de l'Est (Suisse)           | laine, viande       |       | [ 46 ]  |

- Haut – A
- B
- C
- D
- E
- F
- G
- H
- I
- J
- K
- L
- M
- N
- O
- P
- Q
- R
- S
- T
- U
- V
- W
- X
- Y
- Z

### C
| Nom                                                              | Origine                        | Usages        | Image | Sources |
| ---------------------------------------------------------------- | ------------------------------ | ------------- | ----- | ------- |
| California Red (en) (mouton rouge de Californie)                 | Davis, Californie (États-Unis) |               |       | [ 47 ]  |
| California Variegated Mutant                                     | États-Unis                     |               |       | [ 48 ]  |
| Campinois                                                        | Belgique                       |               |       | [ 49 ]  |
| Canaria                                                          | Îles Canaries (Espagne)        | lait          |       | [ 50 ]  |
| Canaria de Pelo                                                  | Îles Canaries (Espagne)        | viande        |       | ,       |
| Carranzana                                                       | Pays basque (Espagne)          | lait          |       | [ 54 ]  |
| Cartera (ca)                                                     | Gúdar (Espagne)                | viande        |       | [ 55 ]  |
| Castellana (es)                                                  | nord de la Castille (Espagne)  | viande        |       | [ 56 ]  |
| Chalkidiki                                                       | Macédoine (Grèce)              | lait, viande  |       | [ 17 ]  |
| Chamarita (es)                                                   | La Rioja (Espagne)             | viande        |       | [ 57 ]  |
| Changthangi                                                      | Jammu-et-Cachemire (Inde)      |               |       | [ 34 ]  |
| Charollais suisse                                                | Suisse                         |               |       | [ 58 ]  |
| Chevaadu                                                         | Tamil Nadu (Inde)              |               |       | [ 34 ]  |
| Chios (en) (ou Sakiz)                                            | Chios (Grèce)                  | lait          |       | ,       |
| Chokla                                                           | Rajasthan (Inde)               |               |       | [ 34 ]  |
| Cholistani (en) (ou Buchi)                                       | Pakistan                       | viande        |       | [ 60 ]  |
| Chottnagpuri                                                     | Jharkhand (Inde)               |               |       | [ 34 ]  |
| Churra (es)                                                      | Castille-et-León (Espagne)     | lait          |       | [ 61 ]  |
| Churra lebrijana (es) (Marismeña, Andalusian Churro)             | Bas Guadalquivir (Espagne)     | lait          |       | [ 62 ]  |
| Churra tensina (es)                                              | Vallée de Tena (Espagne)       | viande        |       | [ 63 ]  |
| Cikta (en)                                                       | Hongrie                        | laine, viande |       | [ 64 ]  |
| Cine Capari (en)                                                 | Province d'Aydın               | laine         |       | [ 65 ]  |
| Coburger Fuchs (ou Coburger, mouton de Cobourg, roux de Cobourg) | Cobourg (Allemagne)            | laine         |       | [ 66 ]  |
| Coimbatore                                                       | Tamil Nadu (Inde)              | laine         |       | [ 67 ]  |
| Colmenareña (es)                                                 | Communauté de Madrid (Espagne) | viande        |       | [ 68 ]  |
| Columbia                                                         | Wyoming, Idaho (États-Unis)    | laine, viande |       | [ 69 ]  |
| Comeback (en)                                                    | Australie                      | laine         |       | [ 70 ]  |
| Coolalee (en)                                                    | Australie                      | viande        |       |         |
| Coopworth (en)                                                   | Canterbury (Nouvelle-Zélande)  | laine, viande |       | [ 71 ]  |
| Corino                                                           | Patagonie (Argentine)          | laine         |       | [ 72 ]  |
| Cormo (en)                                                       | Tasmanie (Australie)           | laine         |       | [ 73 ]  |
| Corriedale (en)                                                  | Australie et Nouvelle-Zélande  | laine, viande |       | [ 74 ]  |

- Haut – A
- B
- C
- D
- E
- F
- G
- H
- I
- J
- K
- L
- M
- N
- O
- P
- Q
- R
- S
- T
- U
- V
- W
- X
- Y
- Z

### D
| Nom                                            | Origine                             | Usages                     | Image | Sources |
| ---------------------------------------------- | ----------------------------------- | -------------------------- | ----- | ------- |
| Dagliç (en)                                    | Anatolie (Turquie)                  | lait, viande               |       | [ 75 ]  |
| Damani (en)                                    | Khyber Pakhtunkhwa (Pakistan)       | laine, viande              |       | [ 76 ]  |
| Damara (en)                                    | Égypte                              |                            |       | [ 77 ]  |
| Daraa (Race noire)                             | Plateaux steppiques (Algérie)       | viande, laine              |       | [ 78 ]  |
| Debouillet (en)                                | Tatum, Nouveau-Mexique (États-Unis) | laine                      |       | [ 79 ]  |
| Deccani                                        | Deccan (Inde)                       | viande                     |       | [ 80 ]  |
| Delaine Merino (en)                            | États-Unis                          | laine                      |       | [ 81 ]  |
| DLS                                            | Lennoxville (Canada)                | viande                     |       | [ 82 ]  |
| D'man (ou D’men, Daman, Race des oasis)        | Algérie et sud du Maroc             | viande                     |       | ,       |
| Dorper                                         | Afrique du Sud                      | viande                     |       | [ 84 ]  |
| Dorset finlandais                              | Finlande                            |                            |       |         |
| Drama indigène                                 | Dráma, Vólakas (Grèce)              | lait, viande               |       | [ 17 ]  |
| Mouton de Drenthe (en) (ou Drents Heideschaap) | Drenthe (Pays-Bas)                  | entretien de la végétation |       | [ 85 ]  |
| Drysdale (en)                                  | Nouvelle-Zélande                    | laine                      |       | [ 86 ]  |
| Duben                                          | Karlovo et Kazanlak (Bulgarie)      | production mixte           |       |         |

- Haut – A
- B
- C
- D
- E
- F
- G
- H
- I
- J
- K
- L
- M
- N
- O
- P
- Q
- R
- S
- T
- U
- V
- W
- X
- Y
- Z

### E
| Nom                   | Origine              | Usages                          | Image | Sources |
| --------------------- | -------------------- | ------------------------------- | ----- | ------- |
| Edilbay               | nord du Kazakhstan   | lait, laine, viande             |       | [ 87 ]  |
| Entre-Sambre-et-Meuse | Wallonie (Belgique)  | viande et entretien des milieux |       | [ 16 ]  |
| Elliottdale (en)      | Tasmanie (Australie) | laine                           |       | [ 88 ]  |

### F
| Nom                                              | Origine                            | Usages | Image | Sources |
| ------------------------------------------------ | ---------------------------------- | ------ | ----- | ------- |
| Farafra                                          | Égypte                             |        |       | [ 89 ]  |
| Fellahi                                          | Égypte                             |        |       | [ 33 ]  |
| Finnoise                                         | Finlande                           | viande |       | [ 90 ]  |
| Florina (ou Pelagonia)                           | nord-ouest de la Macédoine (Grèce) |        |       | [ 17 ]  |
| Djallonké ou mouton nain de l'Afrique de l'Ouest | Fouta-Djalon (Guinée)              | viande |       | [ 91 ]  |

### G
| Nom                                                          | Origine                          | Usages              | Image | Sources |
| ------------------------------------------------------------ | -------------------------------- | ------------------- | ----- | ------- |
| Gaddi (en)                                                   | Inde                             | laine               |       | [ 92 ]  |
| Galway (en)                                                  | Galway (Irlande)                 | viande              |       | [ 93 ]  |
| Ganjam                                                       | Odisha (Inde)                    | viande              |       | [ 94 ]  |
| Gansu Alpine Fine-wool (en)                                  | Chine                            | laine               |       | [ 95 ]  |
| Garole                                                       | Bengale-Occidental (Inde)        | viande              |       | [ 34 ]  |
| Gökçeada                                                     | Turquie                          | laine, lait, viande |       | [ 96 ]  |
| Gotland                                                      | île du Gotland (Suède)           | laine, viande       |       | [ 97 ]  |
| Gromark (en)                                                 | Tamworth (Australie)             | laine, viande       |       | [ 98 ]  |
| Guirra (ca) (Roja Levantina)                                 | Communauté valencienne (Espagne) | viande              |       | [ 99 ]  |
| Gulf Coast Native (en) (mouton indigène de la côte du Golfe) | États-Unis                       | viande              |       | [ 100 ] |
| Gurez                                                        | Jammu-et-Cachemire (Inde)        |                     |       | [ 34 ]  |

- Haut – A
- B
- C
- D
- E
- F
- G
- H
- I
- J
- K
- L
- M
- N
- O
- P
- Q
- R
- S
- T
- U
- V
- W
- X
- Y
- Z

### H
| Nom                           | Origine                           | Usages        | Image | Sources |
| ----------------------------- | --------------------------------- | ------------- | ----- | ------- |
| El Hamra (ou Deghma, Oranais) | Algérie                           | viande        |       | [ 31 ]  |
| Han (ou Small-tail Han)       | Shandong (Chine)                  | viande        |       | [ 101 ] |
| Hassan                        | Karnataka (Inde)                  |               |       | [ 34 ]  |
| Herik                         | nord de l'Anatolie (Turquie)      | laine, viande |       | [ 102 ] |
| Hog Island (en)               | Hog Island, Virginie (États-Unis) |               |       | [ 103 ] |

### I
| Nom                   | Origine                  | Usages        | Image | Sources |
| --------------------- | ------------------------ | ------------- | ----- | ------- |
| Ibeidi                | Beni-Ibedi, Haute-Égypte | viande, laine |       | [ 104 ] |
| Ifillène (ou Foulani) | Mali et Niger            | viande, laine |       | [ 31 ]  |
| Île-de-France suisse  | Suisse                   |               |       | [ 105 ] |

### J
| Nom                        | Origine                                | Usages          | Image | Sources |
| -------------------------- | -------------------------------------- | --------------- | ----- | ------- |
| Mouton de Jacob (ou Jacob) | Royaume-Uni                            | laine, viande   |       | [ 106 ] |
| Heidschnucke (ou Jaglu)    | Lande de Lunebourg (Allemagne)         | viande          |       | [ 107 ] |
| Jaisalmeri                 | Rajasthan (Inde)                       |                 |       | [ 34 ]  |
| Jalauni                    | Uttar Pradesh et Madhya Pradesh (Inde) |                 |       | [ 34 ]  |
| Junín                      | Région de Junín (Pérou)                | Laine et viande |       | [ 108 ] |

- Haut – A
- B
- C
- D
- E
- F
- G
- H
- I
- J
- K
- L
- M
- N
- O
- P
- Q
- R
- S
- T
- U
- V
- W
- X
- Y
- Z

### K
| Nom                                                 | Origine                            | Usages                | Image | Sources |
| --------------------------------------------------- | ---------------------------------- | --------------------- | ----- | ------- |
| Kajali                                              | Punjab (Inde)                      |                       |       | [ 34 ]  |
| Kajli (en)                                          | Pakistan                           | lait, laine, viande   |       | [ 109 ] |
| Kalarrytiko                                         | Épire et Thessalie, (Grèce)        | lait, viande          |       | [ 110 ] |
| Kamakuyruk                                          | nord-ouest de l'Anatolie (Turquie) |                       |       | [ 111 ] |
| Karacabey Merino                                    | nord-ouest de l'Anatolie (Turquie) | laine                 |       | [ 112 ] |
| Karagouniko                                         | Thessalie (Grèce)                  |                       |       | [ 17 ]  |
| Karakul                                             | Ouzbékistan                        | lait, viande et laine |       |         |
| Karayaka (ou Çakrak, Karagöz)                       | nord de l'Anatolie (Turquie)       | laine, lait, viande   |       | [ 113 ] |
| Karnah                                              | Jammu-et-Cachemire (Inde)          |                       |       | [ 34 ]  |
| Katafigion                                          | sud-est de la Macédoine (Grèce)    | lait, viande          |       | [ 17 ]  |
| Katahdin (en)                                       | Maine (États-Unis)                 |                       |       | [ 114 ] |
| Katchaikatty Black                                  | Tamil Nadu (Inde)                  |                       |       | [ 34 ]  |
| Katumsky (en)                                       | Russie                             | viande                |       | [ 115 ] |
| Kendrapada                                          | Odisha (Inde)                      |                       |       | [ 34 ]  |
| Kenguri (ou Tenguri)                                | Karnataka (Inde)                   | viande                |       | [ 116 ] |
| Kilakarsal                                          | Tamil Nadu (Inde)                  | viande                |       | ,       |
| Kivircik                                            | Turquie                            | lait, viande          |       | [ 117 ] |
| Kooka (en)                                          | Sind (Pakistan)                    | lait                  |       | [ 118 ] |
| Koundoum (ou Goundoun, mouton à laine du Bas Niger) | Tillabéri (Niger)                  | Lait, viande          |       | [ 119 ] |
| Kurassi                                             | Égypte                             |                       |       | [ 33 ]  |

### L
| Nom                                                 | Origine                             | Usages        | Image | Sources |
| --------------------------------------------------- | ----------------------------------- | ------------- | ----- | ------- |
| Ladoum                                              | Sénégal                             | viande        |       | [ 120 ] |
| Landrace danois (ou Klitfår)                        | Jutland (Danemark)                  | laine         |       | [ 121 ] |
| Latxa                                               | Pays basque (Espagne)               | lait          |       | [ 122 ] |
| Levkimmi                                            | Grèce                               | lait, viande  |       | [ 17 ]  |
| Linca (ou Pampa)                                    | Patagonie (Argentine)               | laine         |       | [ 4 ]   |
| Lithuanien tête noire (en)                          | Lituanie                            |               |       | [ 123 ] |
| Lohi (en) (ou Parkanni)                             | Sud de Pendjab (Pakistan)           | laine, viande |       | [ 124 ] |
| Lojeña (es) (Rabada ou Rabuda de la Sierra de Loja) | Loja, Province de Grenade (Espagne) | viande        |       | [ 125 ] |
| Lötschen noir (race éteinte)                        | Suisse                              |               |       | [ 126 ] |

- Haut – A
- B
- C
- D
- E
- F
- G
- H
- I
- J
- K
- L
- M
- N
- O
- P
- Q
- R
- S
- T
- U
- V
- W
- X
- Y
- Z

### M
| Nom                                                                          | Origine                                                                  | Usages        | Image | Sources |
| ---------------------------------------------------------------------------- | ------------------------------------------------------------------------ | ------------- | ----- | ------- |
| Macina                                                                       | Région de Macina (Mali)                                                  | Lait, viande  |       | [ 119 ] |
| Madras Red (ou South Madras)                                                 | Tamil Nadu (Inde)                                                        | viande        |       | [ 92 ]  |
| Maellana (ca)                                                                | Maella, Province de Saragosse (Espagne)                                  | viande        |       | [ 127 ] |
| Magra (en) (ou Bikaneri Chokhla, Chakri)                                     | Rajasthan (Inde)                                                         | laine         |       | [ 92 ]  |
| Malpura                                                                      | Rajasthan (Inde)                                                         |               |       |         |
| Manchega (en)                                                                | La Manche (Espagne)                                                      | lait          |       | [ 128 ] |
| Mandya                                                                       | Karnataka (Inde)                                                         |               |       | [ 67 ]  |
| Marwari (en)                                                                 | Mârvar (Inde)                                                            | laine         |       | [ 92 ]  |
| Masaï rouge                                                                  | Kenya                                                                    | viande        |       | [ 129 ] |
| Meatmaster (en)                                                              | Afrique du Sud                                                           |               |       | [ 130 ] |
| Mecheri                                                                      | Tamil Nadu (Inde)                                                        | viande        |       | [ 67 ]  |
| Mergelland                                                                   | Belgique                                                                 |               |       | [ 49 ]  |
| Mérinos (Merina)                                                             | Espagne                                                                  | viande, laine |       | [ 131 ] |
| Montadale (en)                                                               | États-Unis                                                               | laine, viande |       | [ 132 ] |
| Montafoner Steinschaf                                                        | Autriche                                                                 |               |       | [ 133 ] |
| Montagnarde de l'Épire                                                       | Grèce                                                                    |               |       | [ 17 ]  |
| Montesina (es)                                                               | nord-est de la Province de Grenade, sud de la Province de Jaén (Espagne) | viande        |       | [ 134 ] |
| Morada Nova                                                                  | Ceará (Brésil)                                                           | viande        |       | [ 133 ] |
| Mouton à lunettes de Carinthie (Kärntner Brillenschaf, ou mouton de Seeland) | Carinthie (Autriche)                                                     |               |       | [ 135 ] |
| Mouton d'Engadine (ou rouge d'Engadine)                                      | Engadine (Suisse)                                                        | laine, viande |       | [ 136 ] |
| Mouton de Frise orientale (Ostfriesisches Milchschaf)                        | Frise orientale (Allemagne)                                              | lait, laine   |       | [ 137 ] |
| Mouton de Laeken                                                             | Belgique                                                                 |               |       | [ 138 ] |
| Mouton de l'Île Pitt (Pitt Island)                                           | Île Pitt (Nouvelle-Zélande)                                              |               |       | [ 139 ] |
| Mouton de la Leine (Leineschaf)                                              | Basse-Saxe (Allemagne)                                                   | laine, viande |       | [ 140 ] |
| Mouton de Lesbos                                                             | Lesbos (Grèce)                                                           |               |       | [ 141 ] |
| Mouton de Lika (en) (ou Lička pramenka)                                      | Gorski Kotar, Lika (Croatie)                                             |               |       | [ 142 ] |
| Mouton de Poméranie (Rauhwolliges Pommersches Landschaf)                     | Rügen, Poméranie                                                         | viande        |       | [ 143 ] |
| Mouton de Saas                                                               | vallée de Saas (Suisse)                                                  | viande        |       | [ 144 ] |
| Mouton de Somalie (ou Berbera Blackhead)                                     | Somalie                                                                  | viande        |       | [ 145 ] |
| Mouton des Grisons (Bündner Oberland)                                        | canton des Grisons (Suisse)                                              | laine, viande |       | [ 146 ] |
| Mouton des Îles Féroé (en) (ou Færøerne)                                     | Îles Féroé                                                               | laine         |       | [ 147 ] |
| Mouton du Cameroun                                                           | Cameroun                                                                 | viande        |       | [ 148 ] |
| Mouton du Tyrol (Tiroler Bergschaf)                                          | Tyrol (Autriche)                                                         | laine, viande |       | [ 149 ] |
| Mouton indigène des Bahamas (ou Bahama Native)                               | Bahamas                                                                  | viande        |       | [ 150 ] |
| Mouton islandais (ou mouton icelandic)                                       | Islande                                                                  | laine, viande |       | [ 151 ] |
| Mouton laitier belge                                                         | Belgique                                                                 | lait          |       | [ 16 ]  |
| Mouton miroir                                                                | Prättigau (Suisse)                                                       | laine, viande |       | [ 152 ] |
| Mouton sauvage de l'île Campbell (en)                                        | Îles Campbell (Nouvelle-Zélande)                                         |               |       | [ 153 ] |
| Mouton Viège (race éteinte)                                                  | Suisse                                                                   |               |       |         |
| Muzaffarnagari                                                               | District de Muzaffarnagar (Inde)                                         | viande        |       | [ 154 ] |

- Haut – A
- B
- C
- D
- E
- F
- G
- H
- I
- J
- K
- L
- M
- N
- O
- P
- Q
- R
- S
- T
- U
- V
- W
- X
- Y
- Z

### N
| Nom                            | Origine                                 | Usages        | Image | Sources |
| ------------------------------ | --------------------------------------- | ------------- | ----- | ------- |
| Najdi (en)                     | Nejd (Arabie saoudite)                  | lait, laine   |       | [ 155 ] |
| Nali                           | Rajasthan (Inde)                        |               |       |         |
| Namaqua Afrikaner              | Namaqualand (Afrique du Sud et Namibie) | viande, peau  |       |         |
| Nangue à tête noire            | Legon (Ghana)                           | viande        |       | [ 156 ] |
| Navajo-Churro (en)             | États-Unis                              |               |       | [ 157 ] |
| Navarra (Roncalesa, Salacenca) | nord de l'Espagne                       | viande        |       | [ 158 ] |
| Nellore                        | Andhra Pradesh (Inde)                   |               |       | [ 67 ]  |
| Nez noir du Valais             | canton du Valais (Suisse)               | laine, viande |       | [ 159 ] |
| Nilgiri (en)                   | District des Nilgiris (Inde)            |               |       | [ 92 ]  |
| Noire de Siroua                | Maroc                                   | laine         |       | [ 160 ] |
| Noire de Thibar                | Tunisie                                 | laine, viande |       | [ 161 ] |

### O
| Nom                                               | Origine                              | Usages       | Image | Sources |
| ------------------------------------------------- | ------------------------------------ | ------------ | ----- | ------- |
| Ojalada (es) (Ojalada Soriana)                    | Guadalajara, Soria, Teruel (Espagne) | viande       |       | [ 162 ] |
| Ouessant                                          | Ile d'Ouessant (Bretagne)            | éco-paturage |       |         |
| Ojinegra de Teruel (Fardosca, Fardasca, Serranet) | Province de Teruel (Espagne)         | viande       |       | [ 163 ] |
| Ossimi (ou Ausemy, Ausimi)                        | Basse-Égypte                         |              |       | [ 33 ]  |
| Ouled Djellal (ou Arabe blanche)                  | centre et est de l'Algérie           | viande       |       | ,       |
| Ovella Eivissenca (ca) (Ibicenca, Pitiüsa)        | Îles Baléares (Espagne)              | viande       |       | [ 164 ] |
| Ovella Galega (en)                                | Galice (Espagne)                     | viande       |       | [ 165 ] |
| Ovella Mallorquí (Mallorquina, Majorcan)          | Majorque (Espagne)                   | viande       |       | [ 166 ] |
| Ovella Menorquina (ca)                            | Minorque (Espagne)                   | viande       |       | [ 167 ] |

- Haut – A
- B
- C
- D
- E
- F
- G
- H
- I
- J
- K
- L
- M
- N
- O
- P
- Q
- R
- S
- T
- U
- V
- W
- X
- Y
- Z

### P
| Nom                                                        | Origine                              | Usages              | Image | Sources |
| ---------------------------------------------------------- | ------------------------------------ | ------------------- | ----- | ------- |
| Palmera                                                    | La Palma (Espagne)                   | viande              |       | [ 168 ] |
| Pampinta                                                   | Province de La Pampa (Argentine)     | lait, laine, viande |       | [ 169 ] |
| Panama (en)                                                | Muldoon, Idaho (États-Unis)          | viande              |       | [ 170 ] |
| Panchali                                                   | Gujarat (Inde)                       |                     |       | [ 34 ]  |
| Patanwadi                                                  | Gujarat (Inde)                       |                     |       | [ 34 ]  |
| Pelibüey                                                   | Mexique et Caraïbes                  | viande              |       | [ 171 ] |
| Perendale (en)                                             | Université Massey (Nouvelle-Zélande) | viande              |       | [ 172 ] |
| Persan à tête noire (ou Blackhead Persian, Swartkoppersie) | Afrique du Sud                       | viande              |       | [ 173 ] |
| Petit Roux de Bagnes (race éteinte)                        | Suisse                               |                     |       |         |
| Peul-peul (ou mouton peul sénégalais)                      | Djolof (Sénégal)                     | viande              |       | [ 174 ] |
| Poll Merino (en)                                           | Australie                            | laine               |       | [ 175 ] |
| Polwarth (en)                                              | Australie                            | laine               |       | [ 176 ] |
| Polypay (en)                                               | Dubois, Idaho (États-Unis)           |                     |       | [ 177 ] |
| Poonchi                                                    | Jammu-et-Cachemire (Inde)            |                     |       | [ 34 ]  |
| Psiloris (ou Anogia)                                       | Crète centrale (Grèce)               |                     |       | [ 17 ]  |
| Pugal                                                      | Rajasthan (Inde)                     |                     |       | [ 34 ]  |

### Q
| Nom                               | Origine | Usages       | Image | Sources |
| --------------------------------- | ------- | ------------ | ----- | ------- |
| Queue fine de l'Ouest (ou Gharbi) | Tunisie | lait, viande |       | [ 161 ] |

### R
| Nom                                                | Origine                                               | Usages              | Image | Sources |
| -------------------------------------------------- | ----------------------------------------------------- | ------------------- | ----- | ------- |
| Racka                                              | Puszta (Hongrie)                                      | lait, laine, viande |       | [ 178 ] |
| Rahmani                                            | Égypte                                                | viande, laine       |       | [ 33 ]  |
| Ramnad White                                       | Tamil Nadu (Inde)                                     | viande              |       | ,       |
| Rampur Bushair                                     | Himachal Pradesh (Inde)                               |                     |       | [ 34 ]  |
| Rasa Aragonesa                                     | Aragón (Espagne)                                      | viande              |       | [ 179 ] |
| Red Karaman                                        | Turquie                                               |                     |       | [ 180 ] |
| Rembi (ou El Arnabi, Raimbi, Rumbi)                | entre le Sersou et les monts de l’Ouarsenis (Algérie) | viande, laine       |       | ,       |
| Rhönschaf (de) (ou Mouton de la Reine)             | Rhön (Allemagne)                                      | viande              |       | [ 181 ] |
| Ripollesa (ca) (Queralpina, Pirenaica, Berguedana) | Aragón (Espagne)                                      | viande              |       | [ 182 ] |
| Romanov                                            | rives de la Volga, au nord-ouest de Moscou (Russie)   | viande              |       | [ 183 ] |
| Romeldale (en)                                     | États-Unis                                            |                     |       | [ 184 ] |
| Ronderib Afrikaner                                 | Afrique du Sud                                        | viande              |       | [ 185 ] |
| Roslag                                             | Roslagen (Suède)                                      | laine, viande       |       | [ 186 ] |
| Roumloukion                                        | plaine de Salonique (Grèce)                           |                     |       | [ 17 ]  |
| Roux du Valais                                     | canton du Valais (Suisse)                             | laine, viande       |       | [ 187 ] |
| Roya Bilbilitana (es)                              | Calatayud (Espagne)                                   | viande              |       | [ 188 ] |
| Royal White                                        | Hermleigh, Texas (États-Unis)                         |                     |       | [ 189 ] |
| Rubia del molar (es)                               | Communauté de Madrid (Espagne)                        | lait                |       | [ 190 ] |
| Ruhnu estonien (en)                                | Ruhnu ( Estonie)                                      | laine, viande       |       | [ 191 ] |
| Rya (en) (ou Ryafår)                               | Suède                                                 | laine               |       | [ 192 ] |

- Haut – A
- B
- C
- D
- E
- F
- G
- H
- I
- J
- K
- L
- M
- N
- O
- P
- Q
- R
- S
- T
- U
- V
- W
- X
- Y
- Z

### S
| Nom                                                             | Origine                                              | Usages        | Image            | Sources |
| --------------------------------------------------------------- | ---------------------------------------------------- | ------------- | ---------------- | ------- |
| Sabi                                                            | Zimbabwe                                             | viande        |                  | [ 193 ] |
| Saghro                                                          | Maroc                                                |               |                  | [ 194 ] |
| Saidi                                                           | Égypte                                               |               |                  | [ 33 ]  |
| Sakiz (en) (ou Çesme)                                           | région d'Izmir (Turquie)                             | laine         |                  | [ 195 ] |
| Salz                                                            | Province de Saragosse (Espagne)                      | viande        |                  | [ 196 ] |
| Santa Cruz                                                      | Île Santa Cruz                                       |               |                  | [ 197 ] |
| Santa Inès (en) (ou Pelo de Boi de Bahia)                       | Brésil                                               | viande        |                  | [ 198 ] |
| Sarakatsan (ou Karakachan, Karatsaniko)                         | Macédoine, Thrace grecque (Grèce)                    | lait          |                  | [ 17 ]  |
| Sardi                                                           | Maroc                                                | viande        |                  | [ 199 ] |
| Sasi ardi ou (Sasi ardia)                                       | Pays basque (Espagne)                                | viande        |                  | [ 200 ] |
| Segureña                                                        | Grenade, Jaén, Almería, Murcie et Albacete (Espagne) | viande        |                  | [ 201 ] |
| Serrai (en)                                                     | Serrès (Grèce)                                       | lait, viande  |                  | [ 202 ] |
| Sfakia                                                          | Crète occidentale (Grèce)                            |               |                  | [ 17 ]  |
| Shetland                                                        | Écosse (Royaume-Uni)                                 | laine         |                  | [ 203 ] |
| Shahbadi                                                        | Bihar (Inde)                                         |               |                  | [ 34 ]  |
| Sicilo-Sarde                                                    | Bizerte et Béja (Tunisie)                            | lait          |                  | [ 161 ] |
| Sidaoun                                                         | Afrique subsaharienne                                | viande, lait  |                  | [ 204 ] |
| Sitia                                                           | Crète orientale (Grèce)                              |               |                  | [ 17 ]  |
| Skopelos (ou Glossa)                                            | île de Skópelos (Grèce)                              | lait, viande  |                  | [ 17 ]  |
| Skudde                                                          | Allemagne                                            | laine, viande |                  | [ 205 ] |
| Sonadi                                                          | Rajasthan (Inde)                                     |               |                  | [ 34 ]  |
| South African Meat Merino (en) (ou South African Mutton Merino) | Afrique du Sud                                       | viande, laine |                  | [ 206 ] |
| Spælsau (en)                                                    | Norvège                                              | viande        |                  | [ 207 ] |
| Srandi                                                          | frontière algéro-marocaine                           | viande, laine |                  | [ 31 ]  |
| Strong Wool Merino                                              | Sud et ouest de l'Australie                          | laine         |                  | [ 208 ] |
| Svärdsjö (sv) (ou Svärdsjöfår)                                  | Suède                                                |               | tête d'un mouton | [ 209 ] |

- Haut – A
- B
- C
- D
- E
- F
- G
- H
- I
- J
- K
- L
- M
- N
- O
- P
- Q
- R
- S
- T
- U
- V
- W
- X
- Y
- Z

### T
| Nom                                        | Origine                                | Usages              | Image | Sources |
| ------------------------------------------ | -------------------------------------- | ------------------- | ----- | ------- |
| Taâdhmit                                   | sud des monts des Ouled Naïl (Algérie) | laine, viande       |       | [ 30 ]  |
| Talaverana                                 | Talavera de la Reina, Tolède (Espagne) | viande              |       | [ 210 ] |
| Taleshi (en)                               | Iran                                   | viande              |       | [ 211 ] |
| Targhee (en)                               | États-Unis                             | laine, viande       |       | [ 212 ] |
| Targuia (ou Sidaho)                        | sud de l'Algérie                       |                     |       | [ 30 ]  |
| Tautersheep (en) (race éteinte)            | Norvège                                |                     |       |         |
| Tazegzawt (ou Bleue de Kabylie)            | Kabylie (Algérie)                      | lait, laine         |       | [ 30 ]  |
| Texel (ou Texelaar)                        | Texel (Pays-Bas)                       | laine, viande       |       | [ 213 ] |
| Thraki (ou Thrace)                         | Thrace occidentale (Grèce)             | lait, laine, viande |       |         |
| Tibetan                                    | Arunachal Pradesh (Inde)               |                     |       | [ 34 ]  |
| Timahdite                                  | Maroc                                  | viande              |       | [ 214 ] |
| Tiruchi Black (Trichy noir)                | Tamil Nadu (Inde)                      | viande              |       | [ 67 ]  |
| Touabire (ou Mouton maure à poil ras)      | Mauritanie                             | viande              |       | [ 215 ] |
| Troendersau (en)                           | Norvège                                | laine, viande       |       | [ 216 ] |
| Tsigai (en)                                | Hongrie                                | lait, laine, viande |       | [ 217 ] |
| Tuj (ou Çildir, Kars, Kesik, Tiflis-Herik) | Çildir (Turquie)                       | laine, lait, viande |       | [ 218 ] |
| Tunis                                      | États-Unis                             | laine, viande       |       | [ 219 ] |
| Türkgeldi                                  | Thrace (Turquie)                       | laine, viande       |       | [ 220 ] |

- Haut – A
- B
- C
- D
- E
- F
- G
- H
- I
- J
- K
- L
- M
- N
- O
- P
- Q
- R
- S
- T
- U
- V
- W
- X
- Y
- Z

### U
x

### V
| Nom                                       | Origine                   | Usages | Image | Sources |
| ----------------------------------------- | ------------------------- | ------ | ----- | ------- |
| Van Rooy (en) (ou Van Rooy White Persian) | Bethulie (Afrique du Sud) | viande |       | [ 221 ] |
| Vembur                                    | Tamil Nadu (Inde)         | viande |       | [ 67 ]  |
| Vieux mouton norvégien (en) (Villsau)     | Norvège                   | viande |       | [ 222 ] |
| Vlaque (ou Valaque)                       | Massif du Pinde (Grèce)   |        |       | [ 17 ]  |

### W
| Nom                                                                                           | Origine               | Usages       | Image | Sources |
| --------------------------------------------------------------------------------------------- | --------------------- | ------------ | ----- | ------- |
| Waralé (ou Warle)                                                                             | Sénégal               | viande       |       | [ 223 ] |
| Waziri (en)                                                                                   | Waziristan (Pakistan) |              |       | [ 224 ] |
| White Karaman (Karaman blanc ou Barazi, Garha, Agrah, Akrah, Gargha, Guerha, Karha, Salamali) | Turquie               | lait, viande |       | [ 225 ] |
| White Suffolk (en)                                                                            | Australie             | viande       |       | [ 226 ] |
| Wiltipoll (en)                                                                                | Australie             | viande       |       | [ 227 ] |

### X
| Nom                               | Origine                 | Usages | Image | Sources |
| --------------------------------- | ----------------------- | ------ | ----- | ------- |
| Xalda (es)                        | Asturies (Espagne)      | viande |       | [ 228 ] |
| Xisqueta (ca) (Pallaresa, Ullada) | Pallars Jussà (Espagne) | viande |       | [ 229 ] |

### Y
| Nom     | Origine         | Usages | Image | Sources |
| ------- | --------------- | ------ | ----- | ------- |
| Yankasa | nord du Nigeria | viande |       | [ 230 ] |

### Z
| Nom                | Origine              | Usages       | Image | Sources |
| ------------------ | -------------------- | ------------ | ----- | ------- |
| Zackel             | Grèce                |              |       | [ 231 ] |
| Zakynthos ou Zante | île de Zante (Grèce) | lait, viande |       | [ 17 ]  |
| Zwartbles          | Frise (Pays-Bas)     | lait         |       | [ 232 ] |

- Haut – A
- B
- C
- D
- E
- F
- G
- H
- I
- J
- K
- L
- M
- N
- O
- P
- Q
- R
- S
- T
- U
- V
- W
- X
- Y
- Z

## Listes de races par pays
- Liste de races ovines d'Espagne
- Liste et classification des races ovines de France
- Liste de races ovines d'Italie
- Liste de races ovines du Royaume-Uni